# Верещагин, Иван Фёдорович
Ива́н Фёдорович Вереща́гин (10 ноября 1912, Грачёвский район Оренбургской области — 24 апреля 1995, Москва) — советский и российский учёный-механик, декан физико-математического факультета Киргизского университета, основатель и первый декан технического факультета (1949—1952), заведующий кафедрой механики (1949—1960) Пермского государственного университета. Организатор специальности «Механика» в Пермском университете и научной школы механиков в Перми.

## Биография
Родился в семье служащего. Начал работать с 15 лет. В 1929 году окончил школу.
В 1938 году с отличием окончил Уральский университет по специальности «Механика». Был направлен в Киргизский университет (г. Фрунзе Киргизской ССР); в 1938—1949 годах — старший преподаватель, доцент, заведующий кафедрой математического анализа, декан физико-математического факультета Киргизского университета.
В 1948 году защитил кандидатскую диссертацию в Институте механики МГУ, после чего переехал в Пермь.
В 1949—1952 годах — организатор и первый декан технического факультета Пермского университета. Для нужд факультета были созданы или заново организованы новые кафедры и лаборатории.
В 1949—1960, 1962—1985 годах — заведующий кафедрой механики (механики и процессов управления); с 1975 по 1979 год — профессор кафедры механики и процессов управления ПГУ.
В 1980—1984 годах — профессор кафедры механики в Московском автомеханическом институте (МАМИ).

## Научная, организаторская и учебная деятельность
Формирование научных взглядов И. Ф. Верещагина происходило под влиянием идей К. Э. Циолковского и И. В. Мещерского и пришлось на исторический период бурного развития отечественной космонавтики. Ранний этап его научной деятельности характеризуется творческими контактами с известными учеными — представителями Московской научной школы механиков А. А. Космодемьянским, А. Ю. Ишлинским, Д. Е. Охоцимским.
С 1 октября 1949 г. в университете начал действовать технический факультет с четырьмя отделениями: металлургическим, горным, химико-технологическим и гражданского строительства, необходимость создания которого была продиктована острой нуждой в инженерных кадрах региона (в специалистах машиностроительной, строительной, горной, химической и металлургической промышленности). Его деканом стал Иван Федорович Верещагин.
И. Ф. Верещагин многое сделал для упрочения материальной и кадровой базы технического факультета, способствовал открытию новых специальностей и кафедр. Так, в 1951 году на факультете была открыта кафедра технологии металлов и энергетики, в 1952 — кафедра химической технологии неорганических веществ. К 1958/1959 учебному году технический факультет имел 16 лабораторий, несколько кабинетов и учебных мастерских.
Он являлся одним из организаторов учебно-производственных мастерских, лаборатории сопротивления материалов и других объектов учебно-производственной базы механико-математического факультета, который был создан в Пермском университете после передачи организованного И. Ф. Верещагиным технического факультета политехническому институту.
С 1960 года под редакцией И. Ф. Верещагина начали выходить «Учёные записки ПГУ» (серия «Механика»), а с 1971 года — межвузовский сборник научных трудов «Проблемы механики управляемого движения».
И. Ф. Верещагин разработал универсальную скоростную машину для испытания материалов на износ и трение, которая демонстрировалась на ВДНХ (1962, 1963): за своё изобретение он был награждён Большой серебряной и золотой медалью ВДНХ.
За годы его работы заведующим кафедрой механики кафедра стала выпускающей по специальности «Механика», укрепились её научные связи с московскими вузами (МГУ, МАИ, РУДН), Казахским, Ленинградским, Киевским университетами и многими другими высшими учебными заведениями страны.
Под его руководством сотрудники кафедры проводили исследования в области анализа и синтеза систем управления и регулирования различными механическими процессами как единого комплекса многоуровневой иерархической динамической системы, а также анализа движения космических аппаратов, систем и иных объектов постоянной и переменной массы и геометрии с учетом различных факторов. И. Ф. Верещагин считается основателем пермской школы механиков.

…важные результаты были получены при решении экстремальных задач в механике переменных масс, исследование которых имеет важное значение, в частности при решении вопроса о выведении искусственного спутника Земли на орбиту.

Хочется особо отметить тот вклад, который внесли Вы в развитие механики движения ракет и космических аппаратов. Мы высоко ценим Вашу научно-педагогическую деятельность, посвященную благородной задаче подготовки высококвалифицированных специалистов и научных кадров для нашей Родины. Ваш талант ученого и педагога утверждает славные традиции высокого научно-педагогического мастерства советской школы.

На механико-математическом факультете Пермского университета лучшим студентам-механикам ежегодно назначается стипендия имени профессора И. Ф. Верещагина. Его имя носит кабинет механики кафедры механики и процессов управления. В его честь на механико-математическом факультете установлена мемориальная доска.
Учениками И. Ф. Верещагина в Пермском университете являются доктора наук: профессора В. В. Маланин (бывший ректор университета, ныне — президент), В. М. Суслонов (бывший проректор университета), В. И. Яковлев (бывший декан мехмата, ныне — зав. кафедрой) и другие преподаватели механико-математического факультета.
И. Ф. Верещагин является автором более 120 научных работ. Его труд «Методы исследования режимов полета аппарата переменной массы», в котором он обобщил результаты своих научных исследований в области динамики космического полёта, имеется в научных библиотеках многих российских вузов (см., напр.  (недоступная ссылка) (недоступная ссылка)). Эти результаты частично вошли в теорию современной космонавтики.

## Награды
- Серебряная медаль ВДНХ (1962).
- Золотая медаль ВДНХ (1963).